# Llista d'asteroides/172601-172700
| Nom      | Designació provisional | Data de descobriment   | Lloc de descobriment | Descobridor/s |
| -------- | ---------------------- | ---------------------- | -------------------- | ------------- |
| 172601 - | 2003 WG43              | 18 de novembre de 2003 | Palomar              | NEAT          |
| 172602 - | 2003 WA49              | 19 de novembre de 2003 | Kitt Peak            | Spacewatch    |
| 172603 - | 2003 WX54              | 20 de novembre de 2003 | Socorro              | LINEAR        |
| 172604 - | 2003 WB66              | 19 de novembre de 2003 | Socorro              | LINEAR        |
| 172605 - | 2003 WM73              | 20 de novembre de 2003 | Socorro              | LINEAR        |
| 172606 - | 2003 WB81              | 20 de novembre de 2003 | Socorro              | LINEAR        |
| 172607 - | 2003 WS83              | 21 de novembre de 2003 | Socorro              | LINEAR        |
| 172608 - | 2003 WA86              | 20 de novembre de 2003 | Socorro              | LINEAR        |
| 172609 - | 2003 WA87              | 21 de novembre de 2003 | Socorro              | LINEAR        |
| 172610 - | 2003 WN95              | 19 de novembre de 2003 | Anderson Mesa        | LONEOS        |
| 172611 - | 2003 WD99              | 20 de novembre de 2003 | Socorro              | LINEAR        |
| 172612 - | 2003 WN99              | 20 de novembre de 2003 | Palomar              | NEAT          |
| 172613 - | 2003 WE101             | 21 de novembre de 2003 | Socorro              | LINEAR        |
| 172614 - | 2003 WY119             | 20 de novembre de 2003 | Socorro              | LINEAR        |
| 172615 - | 2003 WB132             | 19 de novembre de 2003 | Kitt Peak            | Spacewatch    |
| 172616 - | 2003 WX137             | 21 de novembre de 2003 | Socorro              | LINEAR        |
| 172617 - | 2003 WG139             | 21 de novembre de 2003 | Socorro              | LINEAR        |
| 172618 - | 2003 WH139             | 21 de novembre de 2003 | Socorro              | LINEAR        |
| 172619 - | 2003 WO139             | 21 de novembre de 2003 | Socorro              | LINEAR        |
| 172620 - | 2003 WD140             | 21 de novembre de 2003 | Socorro              | LINEAR        |
| 172621 - | 2003 WO141             | 21 de novembre de 2003 | Socorro              | LINEAR        |
| 172622 - | 2003 WY144             | 21 de novembre de 2003 | Socorro              | LINEAR        |
| 172623 - | 2003 WW158             | 29 de novembre de 2003 | Kitt Peak            | Spacewatch    |
| 172624 - | 2003 WR159             | 29 de novembre de 2003 | Catalina             | CSS           |
| 172625 - | 2003 WF174             | 19 de novembre de 2003 | Kitt Peak            | Spacewatch    |
| 172626 - | 2003 XY4               | 1 de desembre de 2003  | Catalina             | CSS           |
| 172627 - | 2003 XP10              | 9 de desembre de 2003  | Wrightwood           | J. W. Young   |
| 172628 - | 2003 XD16              | 14 de desembre de 2003 | Palomar              | NEAT          |
| 172629 - | 2003 XD17              | 14 de desembre de 2003 | Palomar              | NEAT          |
| 172630 - | 2003 XJ17              | 15 de desembre de 2003 | Kitt Peak            | Spacewatch    |
| 172631 - | 2003 XX20              | 14 de desembre de 2003 | Kitt Peak            | Spacewatch    |
| 172632 - | 2003 XV29              | 1 de desembre de 2003  | Kitt Peak            | Spacewatch    |
| 172633 - | 2003 YU7               | 20 de desembre de 2003 | Nashville            | R. Clingan    |
| 172634 - | 2003 YY13              | 17 de desembre de 2003 | Catalina             | CSS           |
| 172635 - | 2003 YV14              | 17 de desembre de 2003 | Socorro              | LINEAR        |
| 172636 - | 2003 YZ14              | 17 de desembre de 2003 | Socorro              | LINEAR        |
| 172637 - | 2003 YK21              | 17 de desembre de 2003 | Kitt Peak            | Spacewatch    |
| 172638 - | 2003 YM21              | 17 de desembre de 2003 | Kitt Peak            | Spacewatch    |
| 172639 - | 2003 YP37              | 18 de desembre de 2003 | Kitt Peak            | Spacewatch    |
| 172640 - | 2003 YY44              | 20 de desembre de 2003 | Socorro              | LINEAR        |
| 172641 - | 2003 YJ46              | 17 de desembre de 2003 | Socorro              | LINEAR        |
| 172642 - | 2003 YA47              | 17 de desembre de 2003 | Kitt Peak            | Spacewatch    |
| 172643 - | 2003 YY47              | 18 de desembre de 2003 | Socorro              | LINEAR        |
| 172644 - | 2003 YA48              | 18 de desembre de 2003 | Socorro              | LINEAR        |
| 172645 - | 2003 YU52              | 19 de desembre de 2003 | Socorro              | LINEAR        |
| 172646 - | 2003 YK54              | 19 de desembre de 2003 | Socorro              | LINEAR        |
| 172647 - | 2003 YC56              | 19 de desembre de 2003 | Socorro              | LINEAR        |
| 172648 - | 2003 YM56              | 19 de desembre de 2003 | Socorro              | LINEAR        |
| 172649 - | 2003 YO58              | 19 de desembre de 2003 | Socorro              | LINEAR        |
| 172650 - | 2003 YV66              | 20 de desembre de 2003 | Haleakala            | NEAT          |
| 172651 - | 2003 YM71              | 18 de desembre de 2003 | Socorro              | LINEAR        |
| 172652 - | 2003 YE77              | 18 de desembre de 2003 | Socorro              | LINEAR        |
| 172653 - | 2003 YO77              | 18 de desembre de 2003 | Socorro              | LINEAR        |
| 172654 - | 2003 YL80              | 18 de desembre de 2003 | Socorro              | LINEAR        |
| 172655 - | 2003 YX80              | 18 de desembre de 2003 | Socorro              | LINEAR        |
| 172656 - | 2003 YD82              | 18 de desembre de 2003 | Socorro              | LINEAR        |
| 172657 - | 2003 YH82              | 18 de desembre de 2003 | Socorro              | LINEAR        |
| 172658 - | 2003 YV83              | 19 de desembre de 2003 | Socorro              | LINEAR        |
| 172659 - | 2003 YW92              | 21 de desembre de 2003 | Socorro              | LINEAR        |
| 172660 - | 2003 YE94              | 21 de desembre de 2003 | Kitt Peak            | Spacewatch    |
| 172661 - | 2003 YE96              | 19 de desembre de 2003 | Socorro              | LINEAR        |
| 172662 - | 2003 YX97              | 19 de desembre de 2003 | Socorro              | LINEAR        |
| 172663 - | 2003 YP101             | 19 de desembre de 2003 | Socorro              | LINEAR        |
| 172664 - | 2003 YA103             | 19 de desembre de 2003 | Socorro              | LINEAR        |
| 172665 - | 2003 YE103             | 19 de desembre de 2003 | Socorro              | LINEAR        |
| 172666 - | 2003 YB113             | 23 de desembre de 2003 | Socorro              | LINEAR        |
| 172667 - | 2003 YY113             | 24 de desembre de 2003 | Socorro              | LINEAR        |
| 172668 - | 2003 YT115             | 27 de desembre de 2003 | Socorro              | LINEAR        |
| 172669 - | 2003 YR118             | 27 de desembre de 2003 | Kitt Peak            | Spacewatch    |
| 172670 - | 2003 YD119             | 27 de desembre de 2003 | Socorro              | LINEAR        |
| 172671 - | 2003 YS119             | 27 de desembre de 2003 | Socorro              | LINEAR        |
| 172672 - | 2003 YV125             | 27 de desembre de 2003 | Socorro              | LINEAR        |
| 172673 - | 2003 YH126             | 27 de desembre de 2003 | Socorro              | LINEAR        |
| 172674 - | 2003 YW130             | 28 de desembre de 2003 | Socorro              | LINEAR        |
| 172675 - | 2003 YM134             | 28 de desembre de 2003 | Socorro              | LINEAR        |
| 172676 - | 2003 YD136             | 30 de desembre de 2003 | Sandlot              | G. Hug        |
| 172677 - | 2003 YA137             | 27 de desembre de 2003 | Socorro              | LINEAR        |
| 172678 - | 2003 YM137             | 27 de desembre de 2003 | Socorro              | LINEAR        |
| 172679 - | 2003 YW137             | 27 de desembre de 2003 | Kitt Peak            | Spacewatch    |
| 172680 - | 2003 YK138             | 27 de desembre de 2003 | Socorro              | LINEAR        |
| 172681 - | 2003 YR146             | 28 de desembre de 2003 | Socorro              | LINEAR        |
| 172682 - | 2003 YD147             | 29 de desembre de 2003 | Socorro              | LINEAR        |
| 172683 - | 2003 YX148             | 29 de desembre de 2003 | Socorro              | LINEAR        |
| 172684 - | 2003 YQ149             | 29 de desembre de 2003 | Socorro              | LINEAR        |
| 172685 - | 2003 YG155             | 30 de desembre de 2003 | Socorro              | LINEAR        |
| 172686 - | 2003 YR155             | 26 de desembre de 2003 | Haleakala            | NEAT          |
| 172687 - | 2003 YQ162             | 17 de desembre de 2003 | Socorro              | LINEAR        |
| 172688 - | 2003 YY163             | 17 de desembre de 2003 | Kitt Peak            | Spacewatch    |
| 172689 - | 2003 YQ169             | 18 de desembre de 2003 | Socorro              | LINEAR        |
| 172690 - | 2003 YC175             | 19 de desembre de 2003 | Kitt Peak            | Spacewatch    |
| 172691 - | 2003 YG175             | 19 de desembre de 2003 | Kitt Peak            | Spacewatch    |
| 172692 - | 2004 AR5               | 13 de gener de 2004    | Anderson Mesa        | LONEOS        |
| 172693 - | 2004 AV5               | 13 de gener de 2004    | Palomar              | NEAT          |
| 172694 - | 2004 AZ7               | 13 de gener de 2004    | Anderson Mesa        | LONEOS        |
| 172695 - | 2004 BO5               | 16 de gener de 2004    | Kitt Peak            | Spacewatch    |
| 172696 - | 2004 BE7               | 16 de gener de 2004    | Kitt Peak            | Spacewatch    |
| 172697 - | 2004 BT11              | 16 de gener de 2004    | Palomar              | NEAT          |
| 172698 - | 2004 BO15              | 16 de gener de 2004    | Kitt Peak            | Spacewatch    |
| 172699 - | 2004 BR23              | 18 de gener de 2004    | Palomar              | NEAT          |
| 172700 - | 2004 BJ24              | 19 de gener de 2004    | Anderson Mesa        | LONEOS        |